# Finské tanky 2. světové války
Finskou službou prošlo mezi léty 1939-45 mnoho tanků jak už německé, sovětské, francouzské nebo britské výroby. Většina finských tanků byly ukořistěné sovětské stroje. Z Francie měli 38 tanků Renault FT (34 jich bylo  provozuschopných v roce 1939, dříve jich měli o 2 víc). Ty byly dodávány po várkách do Finska po konci první světové války. Z Británie to byly tanky Vickers E, kterých měli v roce 1939 32. Od svých německých spojenců dostávali tanky až v druhé polovině války. Byly to typy Stug 3 a Panzer 4 ausf. J.

## Renault FT

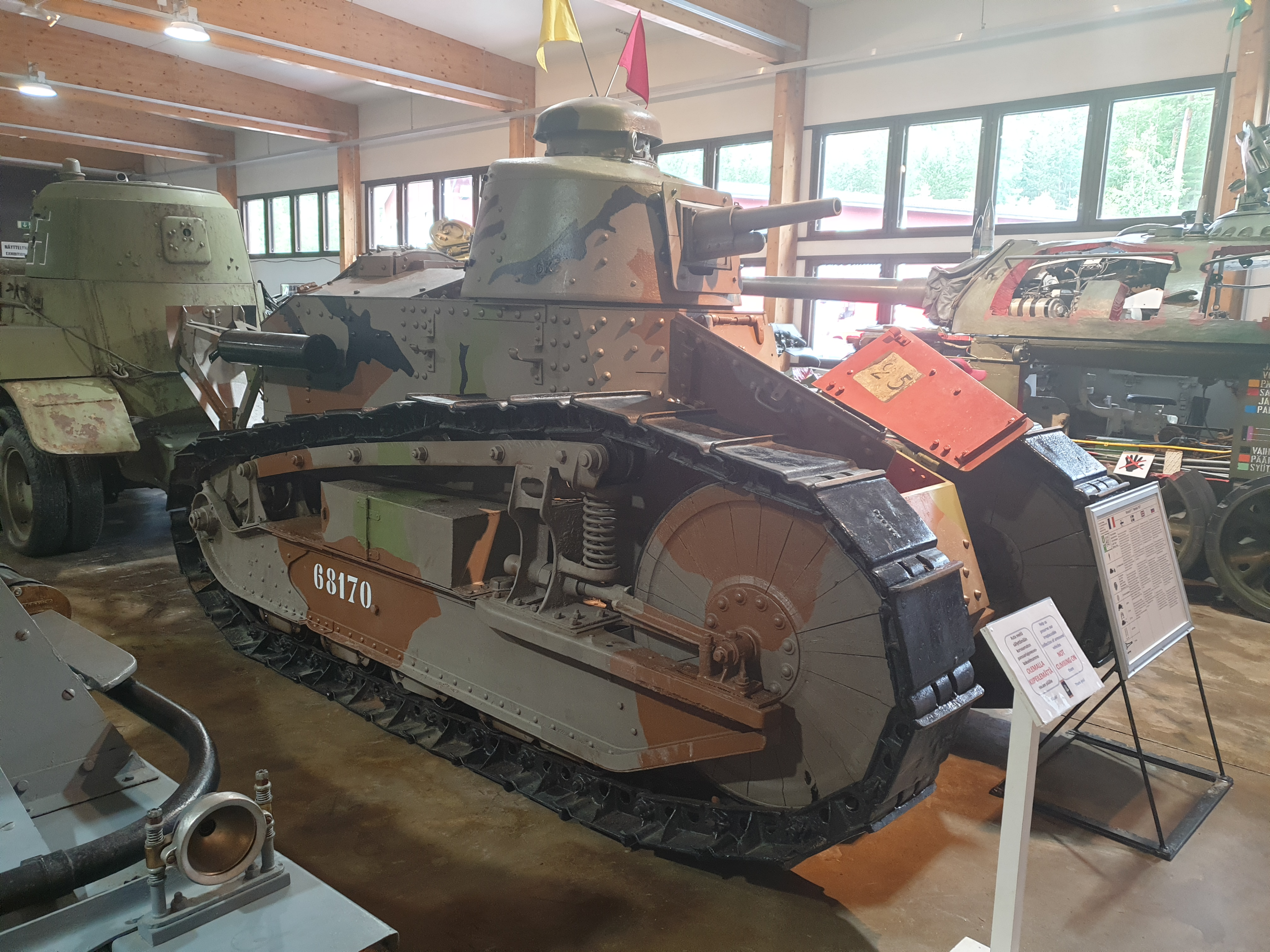
Jeden z tanků Renault FT používaný finskou armádou

V roce 1919 přišlo do Finska prvních 14 strojů. Dalších 18 tanků dorazilo v roce 1920. Stroje z roku 1919 disponovaly kanónem Puteaux, zbylých 18 pak kulometem Hotchkiss. Všech 32 tanků tvořilo až do roku 1938 páteř finských obrněných divizí. Stroje se pak zúčastnily bojů v Zimní válce, kde většina z nich působila jako nehybné pevnůstky. Ještě v roce 1942 byly 4 stroje v tankových školách.

## Vickers 6 ton model E type B.
V roce 1938 přišlo do Finska prvních 16 tanků Vickers E. Ty byly vyzbrojeny pouze knónem Barrow ráže 47mm. V roce 1939 pak přišlo  dalších 16 strojů. Ty Finové nouzově vybavili kanóny Puteaux a kulomety Hotchkiss původně z francouzských renaultů. Tato výzbroj samozřejmě vůbec nedostačovala, a tak bylo v roce 1939 rozhodnuto o přezbrojení kanóny Bofors a samopaly suomi.  V průběhu zimní války Finové ukořistili spoustu komponentů i celých sovětských tanků. Kvůli tomu byly v roce 1940 tanky Vickers E přezbrojeny sovětskými kanóny a kulomety DT. Také se provedly na tancích další úpravy a takto sloužily ve finské armádě pod označením T26E. Tyto stroje setrvaly ve finské armádě až do roku 1959.

## TKS
Finové koupili od Německa po porážce Polska několik tančíků TKS. Ty ve finské armádě našly užití jako doprovod konvojů v Laponsku.

## srmw/ 42
Během zimní války Finové ukořistili několik plovoucích tanků srmw/ 42. Tyto stroje sloužily ve finské armádě až do roku 1944. Pravděpodobně byly využívány k průzkumným obojživelným misím. V roce 1944 byly všechny zbylé tanky srmw/42 přestavěny pomocí dřeva do podoby tanků T-34 a KV. Takto sloužily jako pohyblivé cíle při trénování tankistů pod označením T-38-34 (T-34) a T-38-KV (KV).

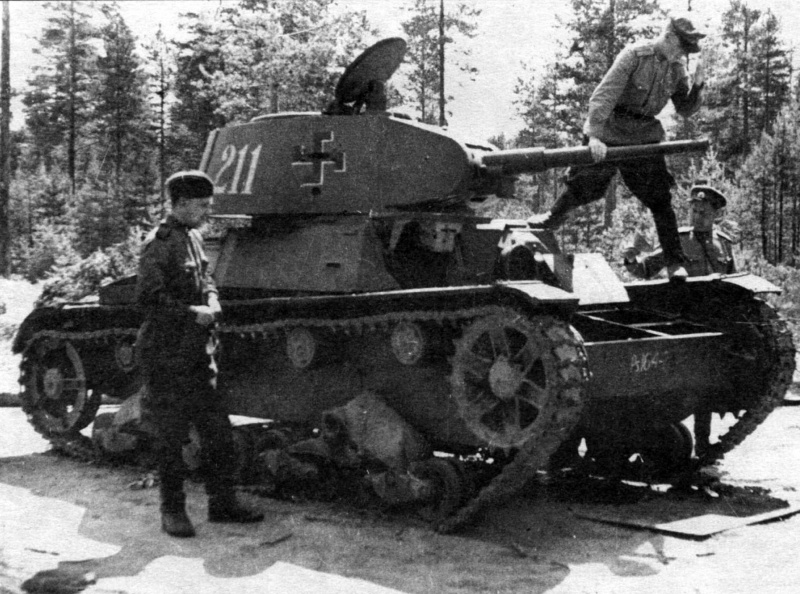
Jeden z ukořistěných tanků srmw/ 42

## T-26
Již v prosinci 1939 ukořistili Finové prvních 5 tanků T-26 (všechny model 1931). Počet této verze pak do roku 1942 vzrostl ve finské armádě o dalších 12 strojů. Modelu 1933 ukořistili Finové do roku 1942 65 kusů a modelů 1937 pak 32 kusů. Během války se také Finům podařilo ukořistit několik chemických tanků OT-130, které byly přezbrojeny kanónem ráže 45mm.

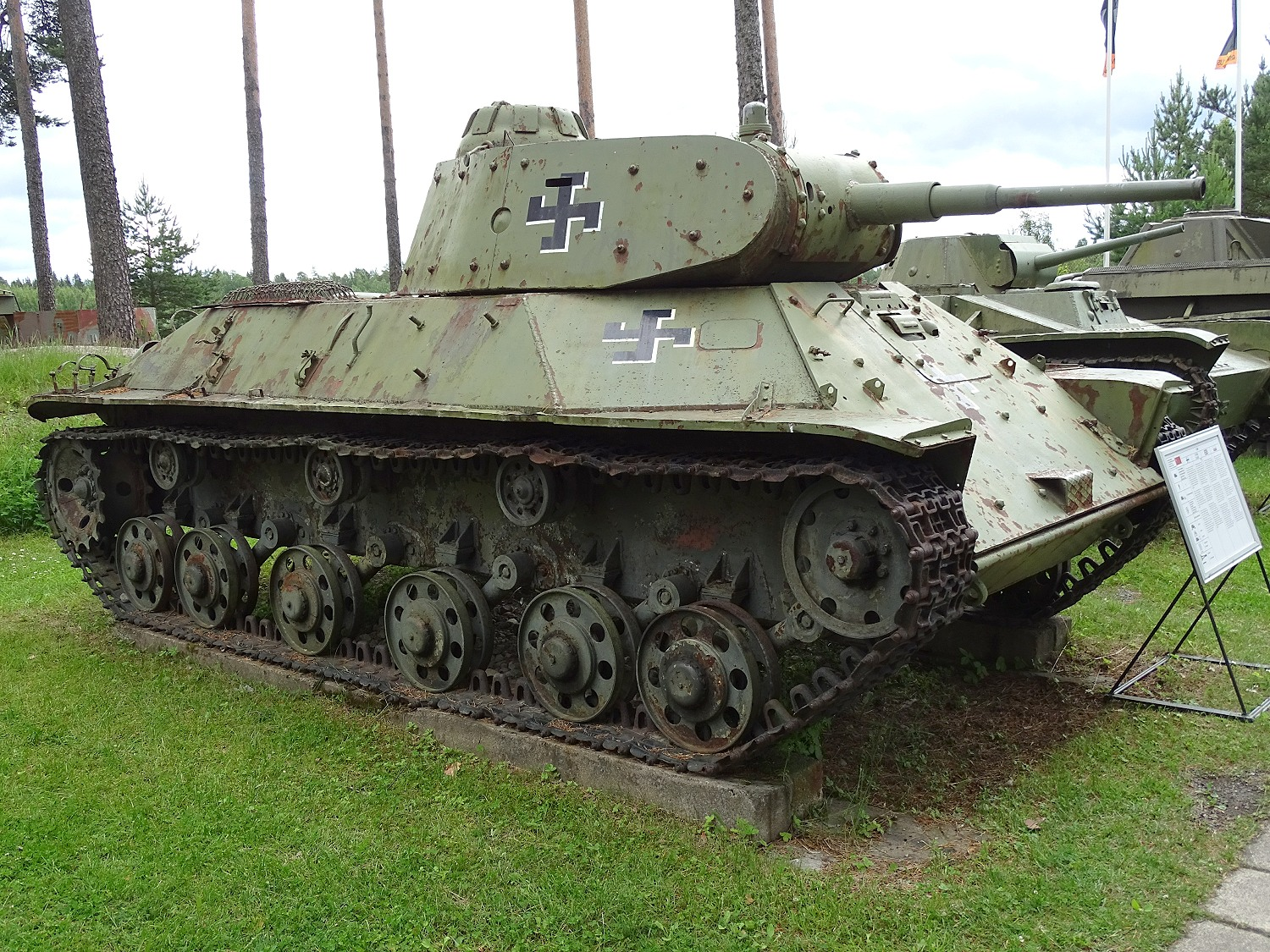
ukořistěný tank T-50 v tankovém muzeu Parola ve Finsku

## T-50 (pikku sotka)
Finům se podařilo ukořistit také jeden (z pouze 63 vyrobených kusů) tank T-50. Tento stroj měl nahradit v rudé armádě tank T-26, což se vůbec nepovedlo. Ve finské armádě tento tank přetrval skoro celou válku a vysloužil si přezdívku pikku sotka - malá sotka (sotka bylo označení T-34). Tank celou válku přežil a nyní je vystaven v tankovém muzeu Parola.

## BT-42

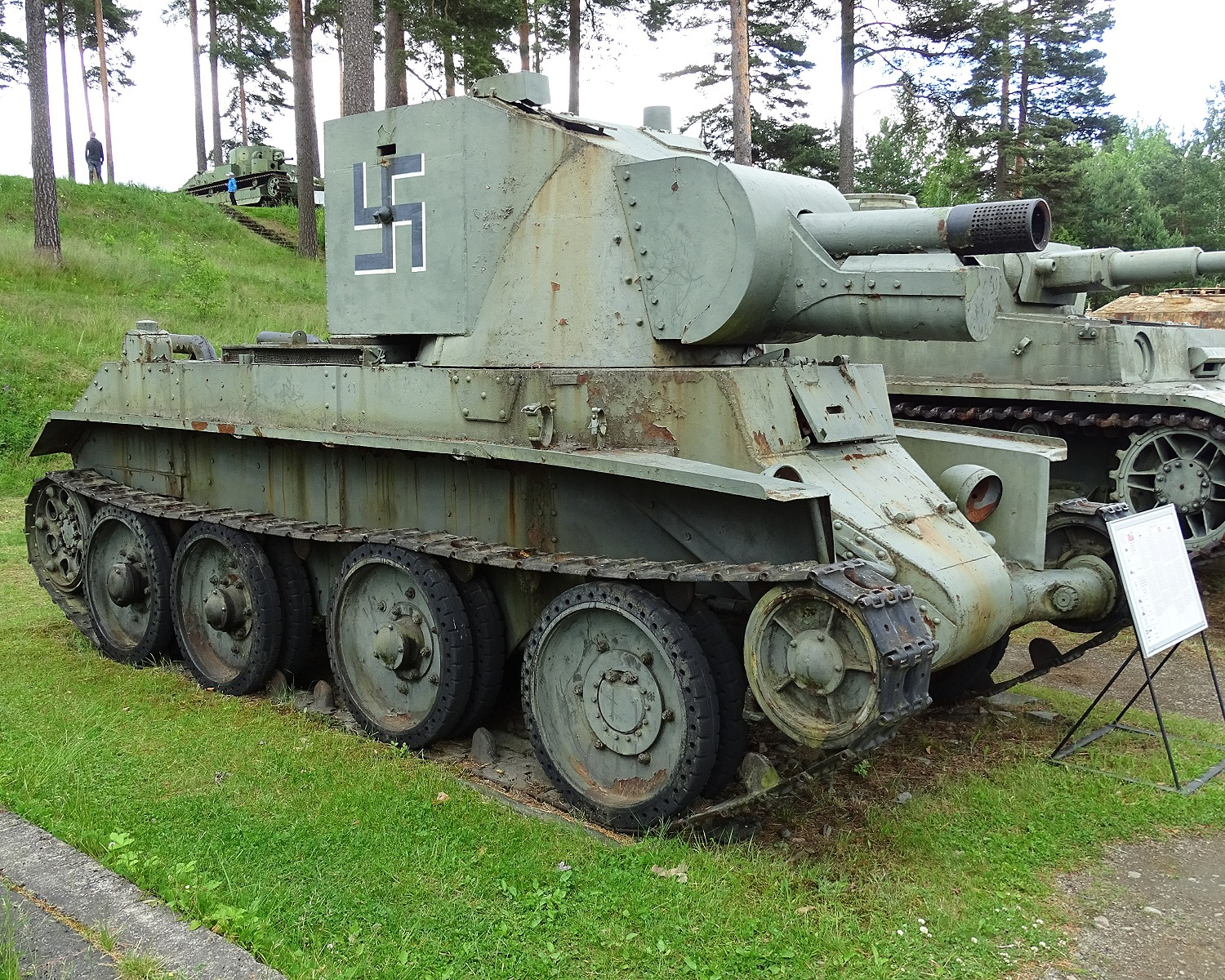
Poslední tank BT-42 na světě

Během bojů se podařilo Finům ukořistit přes 30 bojeschopných tanků řady BT, většinou verzí BT-5 nebo BT-7. V roce 1942  se rozhodlo o modernizaci stávajících strojů. Z 18 strojů byla sejmuta věž, která byla nahrazena zvláštní krabicovitou nástavbou. Do ní byla lafetována britská houfnice H18 ráže 114 milimetrů. Z těchto 18 strojů označených BT-42 byl utvořen prapor útočných děl, který byl poprvé nasazen během bojů na řece Svir. Zde podnikly tanky nečekaný výpad na nepřítele, který stál na druhém břehu řeky. Ukázalo se že houfnice H18 není vhodná pro boj s tanky, protože podle některých zdrojů přežily sovětské KV-1 stojící na druhém břehu řeky až 18 zásahů. Za to však prokázal tank značnou účinnost proti pěchotě a dalším měkkým cílům. Válku přežilo 10 strojů. 9 z nich Finové po válce sešrotovali a poslední přeživší je teď v tankovém muzeu Parola.

## T-28 (Postijuna)
„Postijuna“ (dostavník) byla finská přezdívka pro tank T-28. Do roku 1942 Finové ukořistili 7 strojů tohoto typu (2 z nich už v prosinci 1939). Ve finské armádě se tyto tanky těšily velké oblibě, avšak v roce 1942 již byly proti novým typům T-34 téměř nepoužitelné. U jednoho tanku T-28 Finové sejmuli věž a po zhotovení jakési plošiny se zábradlím na korbě, ho začala finská armáda používat jako tahací a vyprošťovací stroj.

## T-34 (sotka)

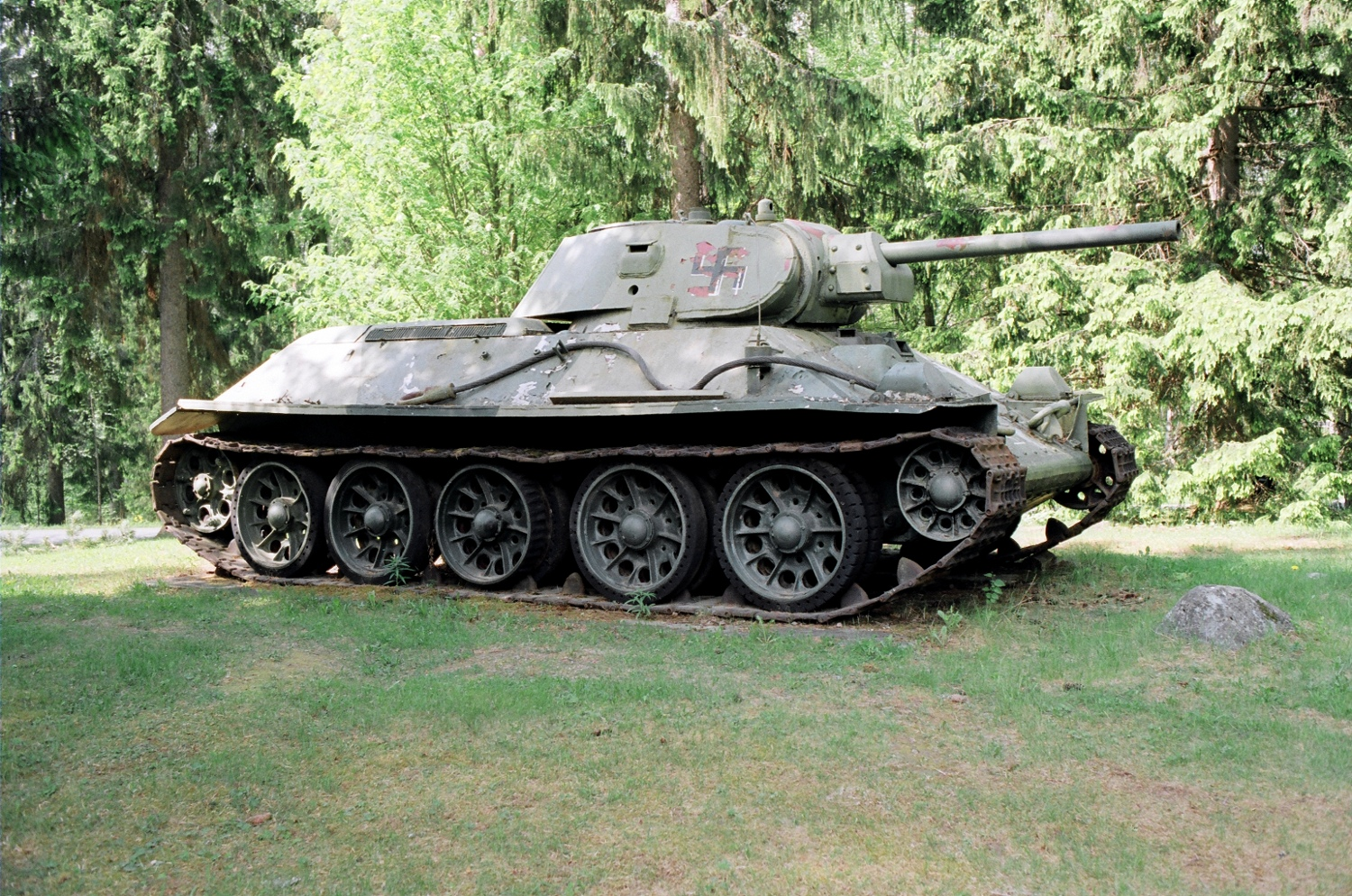
Jeden ze 4 ukořistěných tanků T-34/76

Tanků T-34 měli Finové překvapivě jen velmi málo. Během celé války ukořistili 4 stroje T-34/76. Další 3 pak dostali od Němců namísto objednaných Panzer IV. Většina byla model 1941. Tanků T-34/85 měli Finové taky 7. Všechny ukořistili až v roce 1944 a ve výzbroji finské armády setrvaly až do roku 1962.  

## KV-1
Finové za války používaly také tanky KV. První tank KV (model 1940) ukořistili Finové v roce 1942 a upravili ho. Tento tank setrval ve výzbroji necelé 2 roky. Druhý KV ukořistili také v roce 1942 (tentokrát už model 1942 s modernější věží). I tento stroj podlehl drobným úpravám a setrval ve výzbroji až do konce války. 

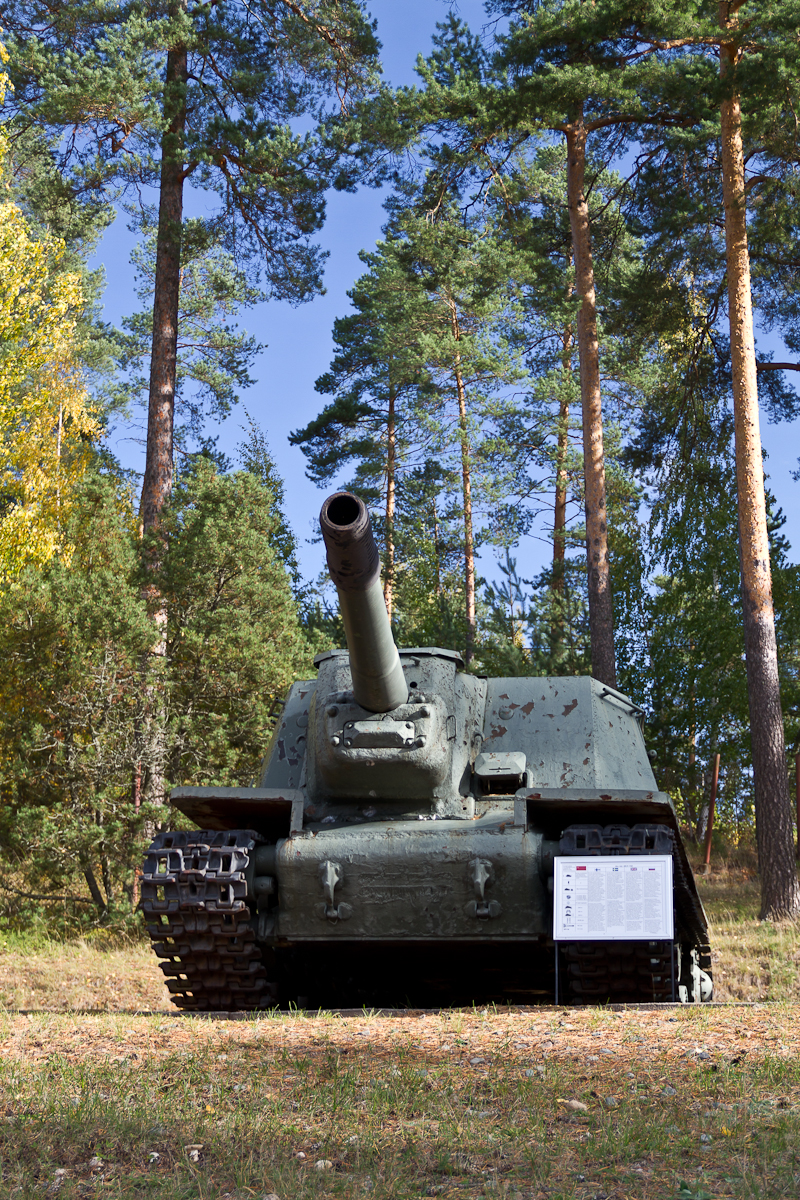
Jediný ukořistěný SU-152

## ISU-152
Finové ukořistili v roce 1944 3 útočná děla ISU-152. Ty zůstaly ve výzbroji až do konce války. U jednoho byla dokonce odstraněna výzbroj a byl nadále používán jako evakuační vůz.

## LVKV 40/62
Finové používali během války také stroje zakoupené od jejich západního souseda-Švédska. Několik Protiletadlových samohybných děl používala finská armáda pod označením Anti.

## Stug 3 (sturmi)
V roce 1943 přišlo do Finska prvních 30 strojů Stug 3. V roce 1944 pak dalších 29, ty už ale nestihly nijak zasáhnout do bojů. Finové na 23 kusech provedli několik změn, např. přidání betonové ochrany na masku kanónu. Celkem se podařilo těmto stíhačům zničit 89 sovětských strojů a zbytek setrval ve finské armádě až do roku 1966.

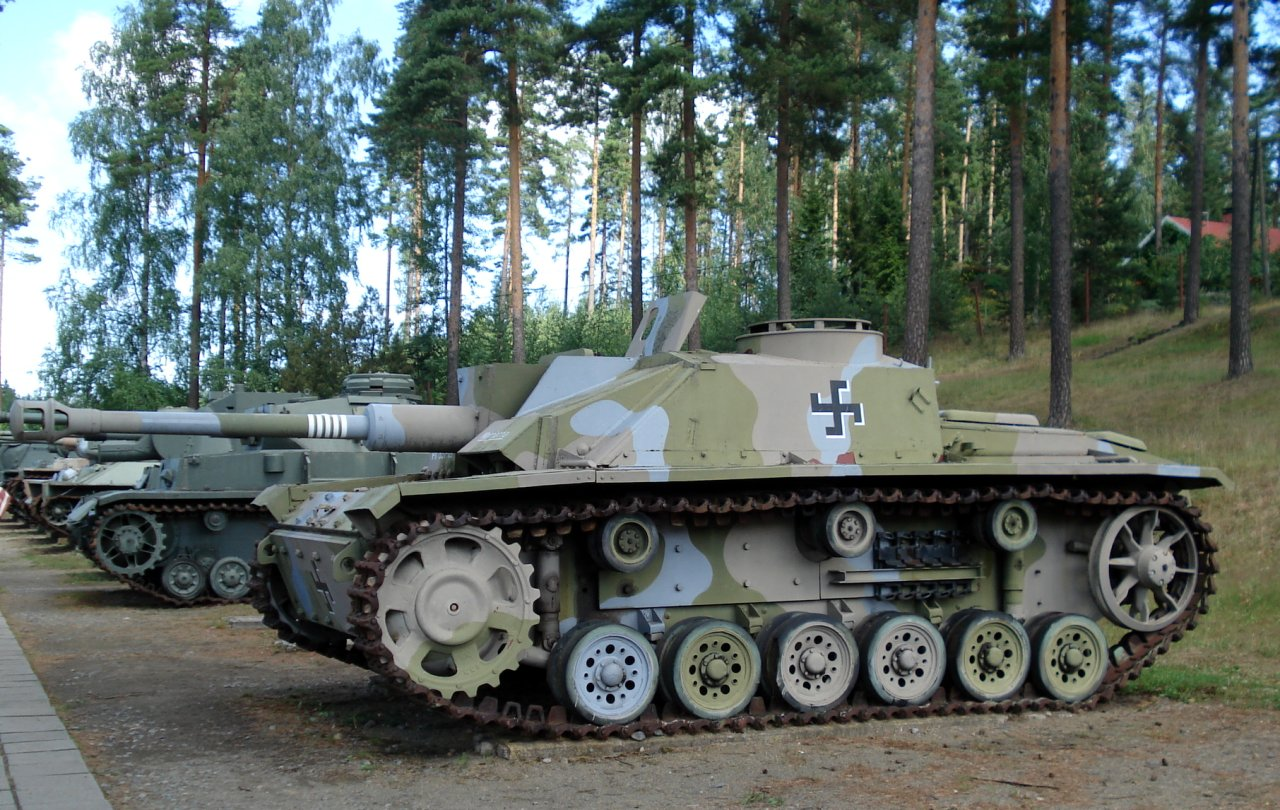
Sturmi v tankovém muzeu Parola

## Panzerkampfwagen 4
Finové v roce 1944 obdrželi 15 strojů panzer 4 ausf. J. Původně měli objednáno 18, ale za zbylé 3 stroje přišla náhrada jako ukořistěné stroje T-34/76. Tyto tanky už přišly příliš pozdě na to aby zasáhly do bojů.